# Tetrahydroksoglinian sodu
Tetrahydroksoglinian sodu, Na[Al(OH)4] – nieorganiczny, kompleksowy związek chemiczny.

## Budowa cząsteczki
Atomem centralnym w tym związku jest atom glinu związany z czterema grupami hydroksylowymi, tworząc anion kompleksowy oraz wewnętrzną sferę kompleksu o ładunku ujemnym. W zewnętrznej stronie tego kompleksu znajduje się kation sodu, który posiada ładunek dodatni, dzięki czemu równoważy ładunek cząsteczki. Dysocjację cząsteczki można przedstawić za pomocą równania reakcji:
Na[Al(OH)4] → Na+ + [Al(OH)4]-

## Otrzymywanie
Tetrahydroksoglinian sodu powstaje w reakcji wodorotlenku sodu z glinem i wodą. Produktem ubocznym jest wodór:
2Al + 2NaOH + 6 H2O → 2 Na[Al(OH)4] + 3H2↑ + ciepło
W zasadzie reakcja powyższa zachodzi w przypadku niedoboru wodorotlenku sodu. Gdy jest on w nadmiarze, to w reakcji powstaje także heksahydroksoglinian sodu:
2Al + 6NaOH + 6 H2O → 2 Na3[Al(OH)6] + 3H2↑ + ciepło